# صديفية

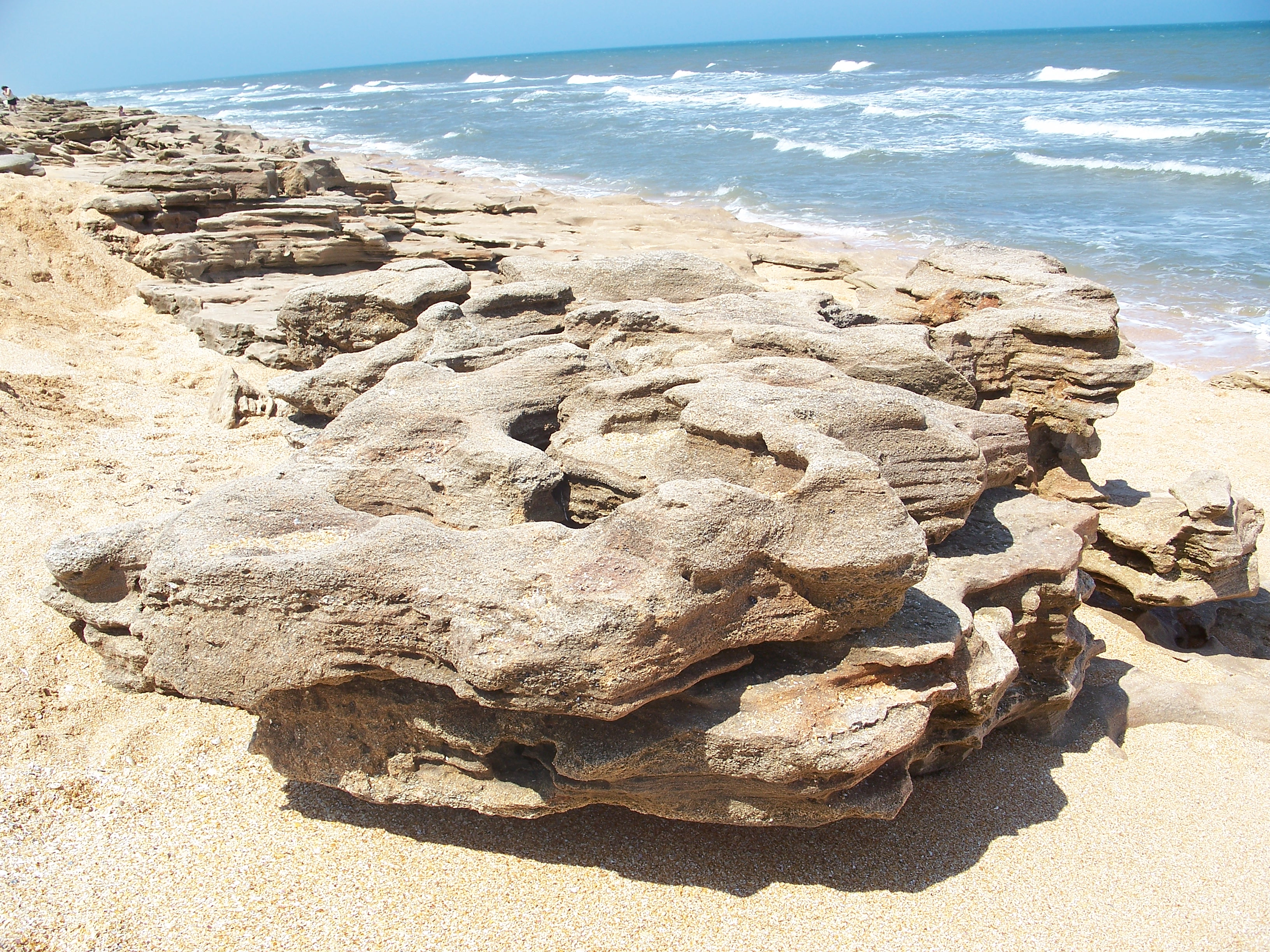
صخور صديفية في فلوريدا.

الصُديفية (بالإنجليزية: Coquina)، هي صخور رسوبية تتكون إما كليًا أو شبه كامل من الأجزاء المنقولة والمتقطعة والمفرزة آليًا من قشريات الرخويات أو فتات الأصداف المحطمة أو الفصوص الثلاثية أو ذوات القوائم الحلقية أو غيرها من اللافقاريات.